# Rolling Hills (Kentucky)
Rolling Hills és una població dels Estats Units a l'estat de Kentucky. Segons el cens del 2000 tenia 907 habitants.

## Demografia
Segons el cens del 2000, Rolling Hills tenia 907 habitants, 385 habitatges, i 259 famílies. La densitat de població era de 1.945,5 habitants/km².
Dels 385 habitatges en un 29,9% hi vivien nens de menys de 18 anys, en un 53% hi vivien parelles casades, en un 11,4% dones solteres, i en un 32,5% no eren unitats familiars. En el 28,3% dels habitatges hi vivien persones soles el 9,1% de les quals corresponia a persones de 65 anys o més que vivien soles. El nombre mitjà de persones vivint en cada habitatge era de 2,36 i el nombre mitjà de persones que vivien en cada família era de 2,9.
Per edats la població es repartia de la següent manera: un 22,2% tenia menys de 18 anys, un 6,8% entre 18 i 24, un 32,9% entre 25 i 44, un 25,1% de 45 a 60 i un 13% 65 anys o més.
L'edat mediana era de 39 anys. Per cada 100 dones de 18 o més anys hi havia 84,8 homes.
La renda mediana per habitatge era de 51.071 $ i la renda mediana per família de 57.375 $. Els homes tenien una renda mediana de 40.395 $ mentre que les dones 28.375 $. La renda per capita de la població era de 25.037 $. Entorn del 2,8% de les famílies i el 3,3% de la població estaven per davall del llindar de pobresa.

## Poblacions més properes
El següent diagrama mostra les poblacions més properes.